# Епархия Курунегалы
 Епархия Курунегалы (лат. Dioecesis Kurunegalaensis) — епархия Римско-Католической Церкви с центром в городе Курунегала в Шри-Ланке. Епархия Курунегалы входит в архиепархию Коломбо.

## История
15 мая 1987 года Римский папа Иоанн Павел II апостольской конституцией Sancta Christi Ecclesia учредил епархию Курунегалы, выделив её из епархии Чилав.

## Ординарии епархии
- епископ Anthony Leopold Raymond Peiris (15.05.1987 — 14.05.2009);
- епископ Harold Anthony Perera (с 14.05.2009 — по настоящее время).

## Источник
- Annuario Pontificio, Ватикан, 2005.
- Апостольская конституция «Sancta Christi Ecclesia»  (итал.)